# Vuelo 232 de United Airlines
El vuelo 232 de United Airlines (UA232/UAL232) era un vuelo regular de United Airlines desde el Aeropuerto Internacional Stapleton en Denver hasta el Aeropuerto Internacional O'Hare en Chicago, con destino al Aeropuerto Internacional de Filadelfia. El 19 de julio de 1989, el DC-10 (matriculado como N1819U) que realizaba el vuelo se estrelló en el Aeropuerto Sioux Gateway en Sioux City, Iowa, tras sufrir una falla catastrófica en su motor de cola debido a un defecto de fabricación inadvertido en el disco del ventilador del motor, lo que provocó la pérdida de todos los controles de vuelo.De los 296 pasajeros y tripulantes a bordo, 112 fallecieron durante el accidente, mientras que 184 personas sobrevivieron. Trece de los pasajeros resultaron ilesos. Fue el accidente de una sola aeronave más mortal en la historia de United Airlines.

A pesar de las víctimas mortales, el accidente se considera un buen ejemplo de gestión exitosa de los recursos de la tripulación debido a la decisión del piloto de permitir que un piloto de control de pasajeros pilotara la aeronave y a la discusión del problema que enfrentaba la tripulación. : 76 La mayoría de los pasajeros sobrevivieron; los pilotos de prueba experimentados en simuladores no pudieron reproducir un aterrizaje con supervivencia. Se le ha denominado "El Aterrizaje Imposible", ya que se considera uno de los aterrizajes más impresionantes jamás realizados en la historia de la aviación.
Los 112 fallecidos hicieron de este el quinto accidente fatal más mortífero del DC-10, detrás del vuelo 981 de Turkish Airlines, el vuelo 191 de American Airlines, el vuelo 901 de Air New Zealand y el vuelo 772 de UTA.

## Avión

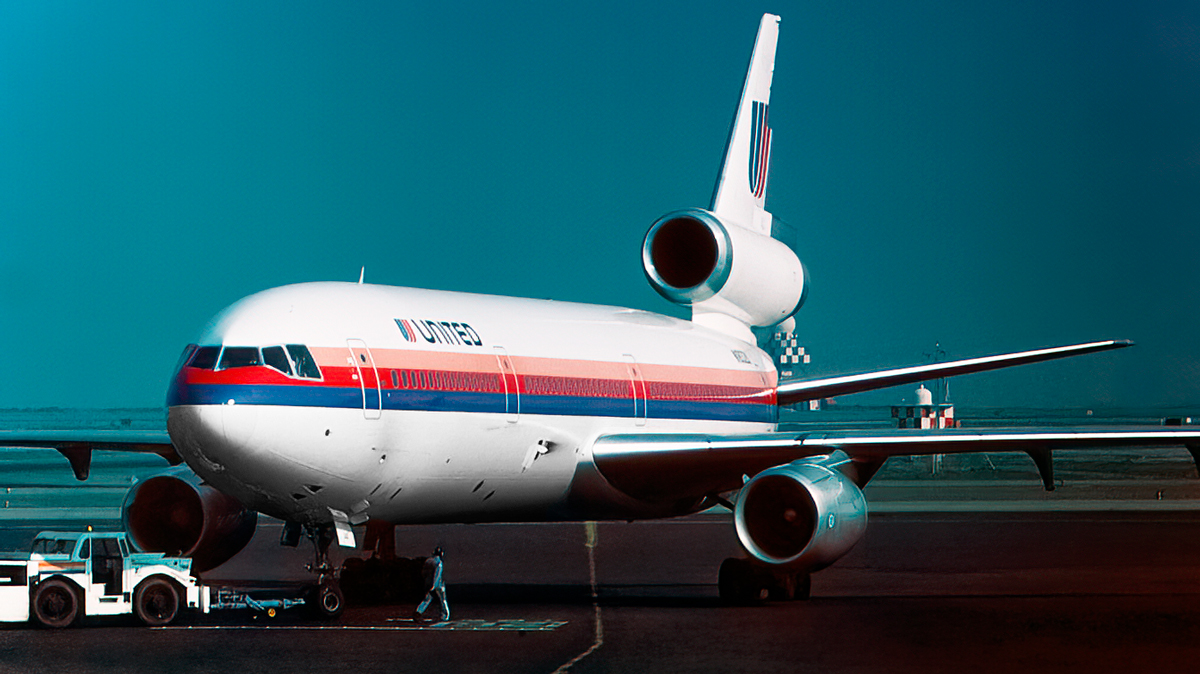
El avión accidentado fotografiado en enero de 1977.

El avión, un McDonnell Douglas DC-10-10 (matrícula N1819U), fue entregado en 1971 y desde entonces es propiedad de United Airlines. Antes de su vuelo desde Denver el 19 de julio de 1989, había operado un total de 43.401 horas y 16.997 ciclos (pares de despegue y aterrizaje). Estaba propulsado por tres motores turbofán CF6-6D de alta relación de derivación, fabricados por General Electric Aircraft Engines (GEAE).: 11 El motor n.º 2 (montado en la cola) del avión había acumulado 42.436 horas y 16.899 ciclos de tiempo de operación inmediatamente antes del vuelo accidentado.: 12 
El DC-10 utilizaba tres sistemas hidráulicos independientes, cada uno impulsado por uno de los tres motores de la aeronave, para impulsar el movimiento de los controles de vuelo. En caso de pérdida de potencia del motor o fallo de la bomba principal, una turbina de aire de impacto podía proporcionar energía eléctrica de emergencia a las bombas auxiliares eléctricas. Estos sistemas fueron diseñados para ser redundantes, de modo que si dos sistemas hidráulicos fallaban, el sistema hidráulico restante permitía la operación y el control completos del avión. Sin embargo, al menos un sistema hidráulico debía tener fluido presente y la capacidad de mantener la presión del fluido para controlar la aeronave. Al igual que otros aviones de transporte de fuselaje ancho de la época,: 100 el DC-10 no fue diseñado para volver al control manual sin asistencia en caso de una falla hidráulica total.: 17 El sistema hidráulico del DC-10 fue diseñado y demostrado a la Administración Federal de Aviación (FAA) como compatible con las regulaciones de que "ninguna falla o mal funcionamiento [del motor] o combinación probable de fallas pondrá en peligro la operación segura del avión...": 19 

## Tripulación
El capitán del vuelo 232, Alfred C. "Al" Haynes, de 57 años, fue contratado por United Airlines en 1956. Tenía una amplia experiencia y acumulaba 29.967 horas de vuelo con United, de las cuales 7.190 en el DC-10.: 112 
El copiloto de Haynes fue el primer oficial William R. "Bill" Records, de 48 años. Calculaba tener aproximadamente 20.000 horas de vuelo total. Fue contratado inicialmente por National Airlines en 1969. Posteriormente, trabajó para Pan American World Airways. Fue contratado por United en 1985 y acumuló 665 horas como primer oficial de un DC-10 durante su estancia en United.: 112 
El ingeniero de vuelo Dudley J. Dvorak, de 51 años, fue contratado por United Airlines en 1986. Calculaba tener unas 15.000 horas de vuelo totales. Mientras trabajaba para United, había acumulado 1.903 horas como ingeniero de vuelo en el Boeing 727 y 33 horas como ingeniero de vuelo en el DC-10.: 113 
Dennis E. Fitch, apodado "Denny", de 46 años, era piloto inspector de entrenamiento a bordo del vuelo 232 como pasajero. Había estudiado el accidente del vuelo 123 de Japan Airlines, que sufrió una falla total del sistema hidráulico y la pérdida de los controles de vuelo, y había practicado situaciones similares en un simulador de vuelo. Fue contratado por United en 1968 y estimó que, antes de trabajar para United, había acumulado al menos 1.400 horas de vuelo con la Guardia Nacional Aérea, con un total de unas 23. 000 horas. Su tiempo total de vuelo en un DC-10 con United fue de 2.987 horas, incluyendo 1943 horas como ingeniero de vuelo, 965 horas como primer oficial y 79 horas como capitán.: 11, 113 
Ocho asistentes de vuelo (Jan Brown, Georgeann Delcastillo, Barbara Gillespie, Rene Lebeau, Donna McGrady, Virginia Murray, Tim Owens y Susan White) también estaban a bordo del vuelo.: 113–14 

## Accidente

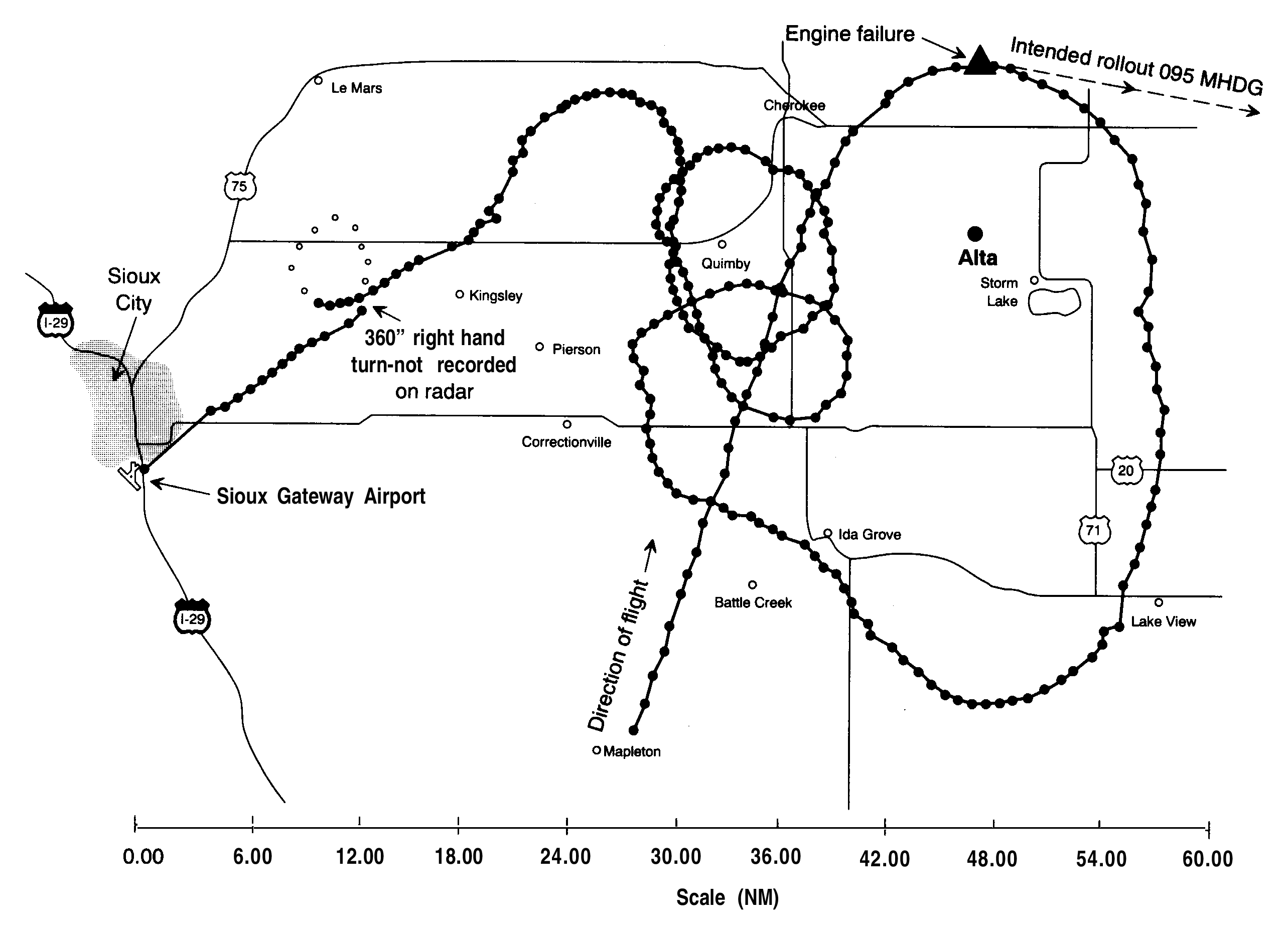
Gráfico de radar de la trayectoria de vuelo del avión, del informe de la NTSB.

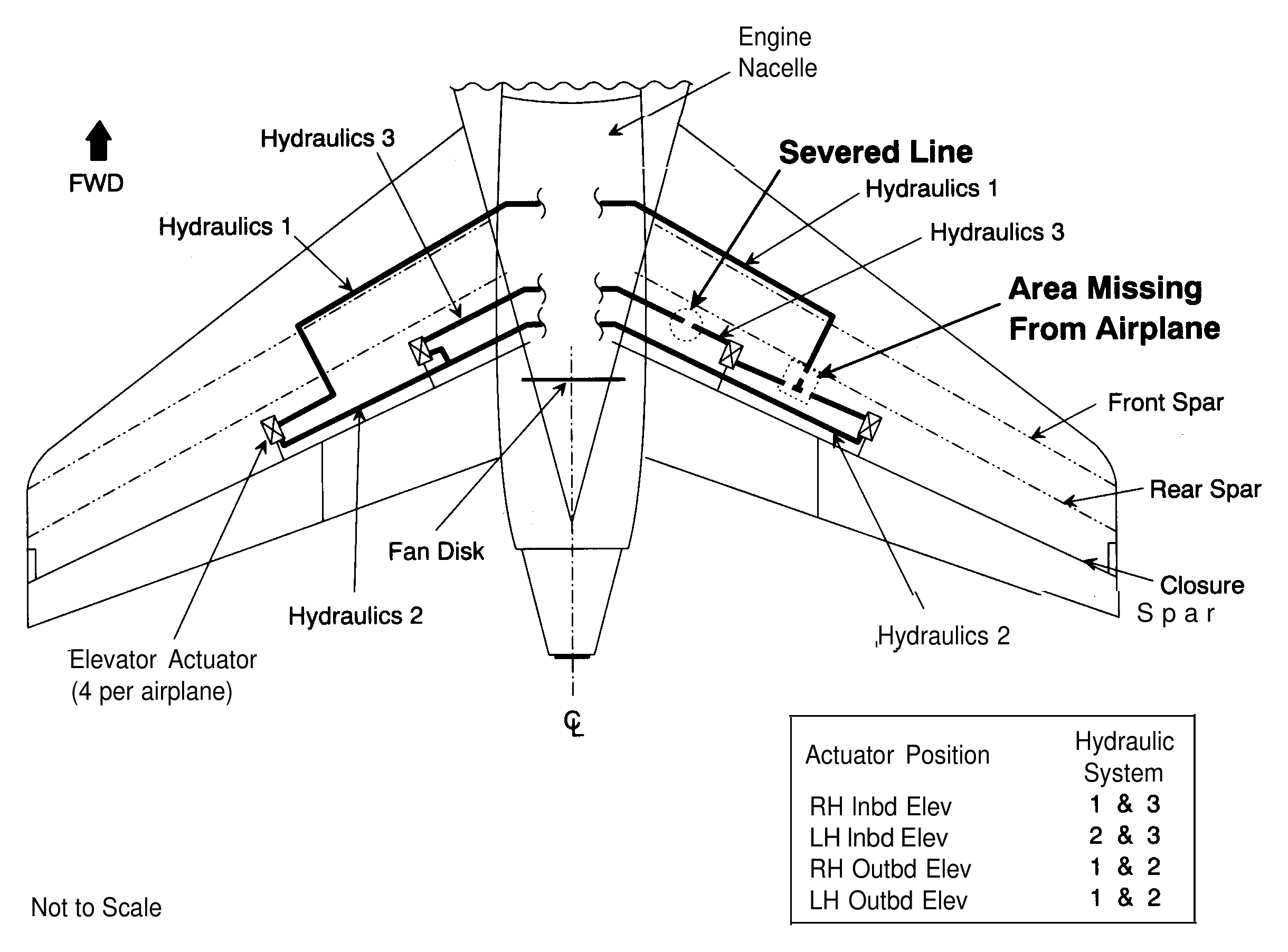
Daños en la parte trasera del avión, según el informe de la NTSB.

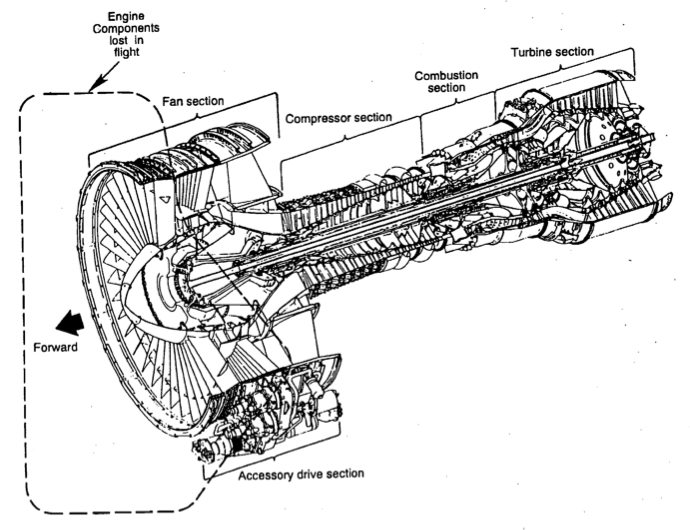
Diagrama que muestra los componentes del motor perdidos en vuelo, del informe de la NTSB.

### Despegue y fallo del motor
El vuelo 232 partió del Aeropuerto Internacional Stapleton en Denver a las 14:09 hora central de verano, en ruta al Aeropuerto Internacional O'Hare en Chicago con servicio continuo a Filadelfia.: 1 
A las 15:16, mientras el avión realizaba un ligero viraje a la derecha a su altitud de crucero de 37 000 pies (11 000 m), el disco de ventilador de su motor General Electric CF6-6 montado en la cola se desintegró explosivamente. La falla no contenida provocó que el disco de ventilador del motor se desprendiera de la aeronave, arrancando componentes, incluyendo partes del sistema hidráulico n.º 2 y mangueras de suministro en el proceso; estos se encontraron posteriormente cerca de Alta, Iowa.: 25, 75 Los restos del motor penetraron la sección de cola del avión en numerosos lugares, incluido el estabilizador horizontal, cortando las líneas del sistema hidráulico N.° 1 y N.° 3 donde pasaban a través del estabilizador horizontal.: 75 
Los pilotos sintieron una sacudida y el piloto automático se desactivó. Mientras el Primer Oficial Records tomaba el control de su columna de control, el Capitán Haynes se concentró en el motor de cola, cuyos instrumentos indicaban un mal funcionamiento; encontró que los controles de aceleración y suministro de combustible estaban atascados. Por sugerencia de Dvorak, se cerró una válvula de combustible del motor de cola. Esta parte de la emergencia duró 14 segundos.

### Intentos de controlar el avión

Foto del vuelo 232 de United Airlines del informe de la NTSB, con el daño causado por el segundo motor resaltado.

Mientras tanto, Records encontró que el avión no respondió a su columna de control.Incluso con la columna de control girada completamente a la izquierda, ordenando el alerón izquierdo máximo, y tirada completamente hacia atrás, ordenando el elevador máximo (entradas que nunca se usarían juntas en un vuelo normal), el avión se inclinaba hacia la derecha con el morro bajando. Haynes intentó nivelar el avión con su propia columna de control, luego tanto Haynes como Records intentaron usar sus columnas de control juntas, pero el avión seguía sin responder. Temiendo que el avión rodara a una posición completamente invertida (una situación irrecuperable), la tripulación redujo el motor montado en el ala izquierda a ralentí y aplicó la máxima potencia al motor derecho. Esto hizo que el avión se nivelara lentamente.
Mientras Haynes y Records realizaban la lista de verificación de apagado del motor averiado, Dvorak observó que los indicadores de presión y cantidad de fluido en los tres sistemas hidráulicos indicaban cero.: 1 La pérdida de todo el líquido hidráulico provocó que las superficies de control quedaran inoperativas.: 75 La tripulación de vuelo desplegó el generador neumático del DC-10 en un intento de restaurar la energía hidráulica alimentando las bombas hidráulicas auxiliares, pero no tuvo éxito.: 1 La tripulación se comunicó con el personal de mantenimiento de United Airlines por radio, pero les dijeron que la posibilidad de una pérdida total del sistema hidráulico en un DC-10 se consideraba tan remota que no se había establecido ningún procedimiento para tal evento.: 76 
El avión tendía a virar a la derecha y oscilaba lentamente en vertical en un ciclo fugoide, característico de los aviones en los que se pierde el mando de la superficie de control. Con cada iteración del ciclo, el avión perdía unos 460 m (1500 pies) de altitud. Fitch, un experimentado capitán de United Airlines e instructor de vuelo del DC-10, estaba entre los pasajeros y se ofreció a ayudar. El mensaje fue transmitido por el auxiliar de vuelo principal Jan Brown Lohr a la tripulación de vuelo, que invitó a Fitch a la cabina; comenzó a ayudar alrededor de las 15:29.
Haynes le pidió a Fitch que observara los alerones a través de las ventanas de la cabina de pasajeros para ver si las entradas de control estaban teniendo algún efecto.Fitch informó que los alerones no se movían en absoluto. Sin embargo, la tripulación continuó manipulando las palancas de control durante el resto del vuelo, con la esperanza de obtener algún efecto. Haynes le pidió entonces a Fitch que tomara el control de los aceleradores para que este pudiera concentrarse en su palanca. Con un acelerador en cada mano, Fitch pudo mitigar el ciclo fugoide y realizar ajustes de dirección precisos.
Se contactó con el control del tráfico aéreo (ATC) y se organizó un aterrizaje de emergencia en el cercano Aeropuerto Sioux Gateway. La grabadora de voz de la cabina (CVR) del avión grabó la conversación, que incluía:
Aproximación de Sioux City: "United Dos Treinta y Dos Fuerte, el viento es de tres seis cero a la una uno; tres sesenta a las once. Tiene autorización para aterrizar en cualquier pista".
Haynes: "[risas] Entendido. [risas] Quieres ser específico y convertirlo en una pista, ¿eh?"
El ATC solicitó a la tripulación que girara a la izquierda para mantenerse alejados de la ciudad:
Haynes: "Hagas lo que hagas, mantennos alejados de la ciudad".
Haynes comentó más tarde: «Estábamos demasiado ocupados [para tener miedo]. Hay que mantener la compostura en el avión o morirás. Eso se aprende desde el primer día de vuelo».

### Aterrizaje forzoso

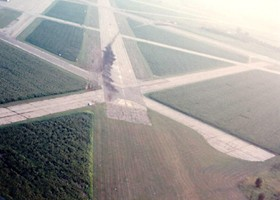
Vista del área de aterrizaje inicial.

Mientras la tripulación se preparaba para llegar al Aeropuerto Sioux Gateway, se preguntaban si debían desplegar el tren de aterrizaje o aterrizar en panza con el tren retraído. Decidieron que tener el tren de aterrizaje desplegado proporcionaría cierta amortiguación en caso de impacto.La falla hidráulica total dejó inoperativo el mecanismo de la palanca de abajo del tren de aterrizaje. La tripulación tenía dos opciones. El DC-10 está diseñado para que, si se pierde la presión hidráulica del tren de aterrizaje, este descienda ligeramente y se apoye sobre las compuertas. Al bajar la manija del tren de aterrizaje, las compuertas se desbloquean mecánicamente, y tanto las compuertas como el tren de aterrizaje se bloquean por gravedad.También está disponible un sistema alternativo que utiliza una palanca en el suelo de la cabina para hacer que el tren de aterrizaje caiga a su posición.Esta palanca tiene el beneficio adicional de desbloquear los alerones externos, que no se utilizan en vuelos de alta velocidad y están bloqueados en una posición neutral.La tripulación esperaba que hubiera fluido hidráulico atrapado en los alerones exteriores y que pudieran recuperar el uso de los controles de vuelo desbloqueándolos. Optaron por extender el tren de aterrizaje con el sistema alternativo.Aunque el tren de aterrizaje se desplegó correctamente, no se produjo ninguna alteración en la controlabilidad de la aeronave.
El aterrizaje se planeó originalmente para la pista 31 de 9000 pies (2743 m). Las dificultades para controlar la aeronave hicieron que la alineación con la pista fuera casi imposible. Mientras descargaba parte del exceso de combustible, el avión ejecutó una serie de virajes principalmente a la derecha (girar el avión en esta dirección era más fácil) con la intención de alinearse con la pista 31. Cuando terminaron, se alinearon con la pista 22 cerrada de 6888 pies (2099 m) y tenían poca capacidad de maniobra.: 3 La pista 22 había sido cerrada definitivamente un año antes.: 19 Se habían colocado camiones de bomberos en la pista 22,anticipando un aterrizaje en la cercana pista 31, por lo que todos los vehículos fueron retirados rápidamente del camino antes de que el avión aterrizara.
El ATC también informó que una autopista interestatal de cuatro carriles discurría de norte a sur justo al este del aeropuerto, por la que podrían aterrizar si creían que no podrían llegar a la pista. El capitán Haynes respondió que estaban sobrevolando la interestatal en ese momento y que intentarían llegar a la pista.
Fitch continuó controlando el descenso del avión ajustando el empuje del motor. Con la pérdida de todo el sistema hidráulico, los flaps no pudieron extenderse, y dado que estos controlan tanto la velocidad mínima de avance requerida como la velocidad de descenso, la tripulación no pudo controlar ni la velocidad aerodinámica ni la velocidad de descenso.En la aproximación final, la velocidad de avance del avión era de 220 nudos (253 mph; 407 km/h) y tenía una tasa de descenso de 1850 pies por minuto (9,4 m/s), mientras que un aterrizaje seguro requeriría una velocidad de avance de 140 nudos (161 mph; 259 km/h) y una tasa de descenso de 300 pies por minuto (1,5 m/s). Momentos antes del aterrizaje, el alabeo hacia la derecha empeoró de repente de forma significativa y el avión empezó a inclinarse hacia delante en picado; Fitch se dio cuenta de ello y pisó los aceleradores al máximo en un intento desesperado y desesperado por nivelar el avión. Eran las 16:00.: 23 La CVR registró estos momentos finales:
Primer Oficial Records: "Ciérrenlos."
Capitán Haynes: "Giro a la izquierda, ciérrenlos."
Primer Oficial Records: "Apártenlos todos."
Capitán Fitch fuera de servicio: "No, no puedo apártenlos o lo perderemos, eso es lo que te está poniendo nervioso."
Primer Oficial Records: "De acuerdo."
Capitán Fitch fuera de servicio: "¡Atrás, Al!"
Capitán Haynes: "¡Izquierda, acelerador izquierdo, izquierda, izquierda, izquierda, izquierda, izquierda, izquierda, izquierda, izquierda, izquierda, izquierda, izquierda!"
Sistema de advertencia de proximidad al suelo: "¡Whoop, whoop, asciende! ¡Whoop, whoop, asciende! ¡Whoop, whoop, asciende!"
Capitán Haynes: "¡Todos en posición!"
GPWS: "¡Whoop, whoop, asciende!"
Capitán Haynes: "¡Dios!"
[Sonido de impacto]
Fin de la grabación.
Los motores no respondieron a los controles de Fitch a tiempo para detener el balanceo, y el avión impactó contra el suelo con el ala derecha, derramando combustible que se incendió inmediatamente. La sección de cola se desprendió por la fuerza del impacto, y el resto de la aeronave rebotó varias veces, desprendiendo el tren de aterrizaje y las góndolas de los motores, y rompiendo el fuselaje en varios pedazos principales. En el impacto final, el ala derecha se desprendió y la parte principal de la aeronave derrapó lateralmente, volcó sobre su parte trasera y se deslizó hasta detenerse boca abajo en un maizal a la derecha de la pista 22. Los testigos informaron que la aeronave dio una voltereta, pero la investigación no lo confirmó.: 5 Los informes se debieron a una mala interpretación del video del accidente que mostraba el ala derecha en llamas dando vueltas y el ala izquierda intacta, todavía unida al fuselaje, rodando hacia arriba y hacia abajo mientras el fuselaje se volcaba.

## Investigación

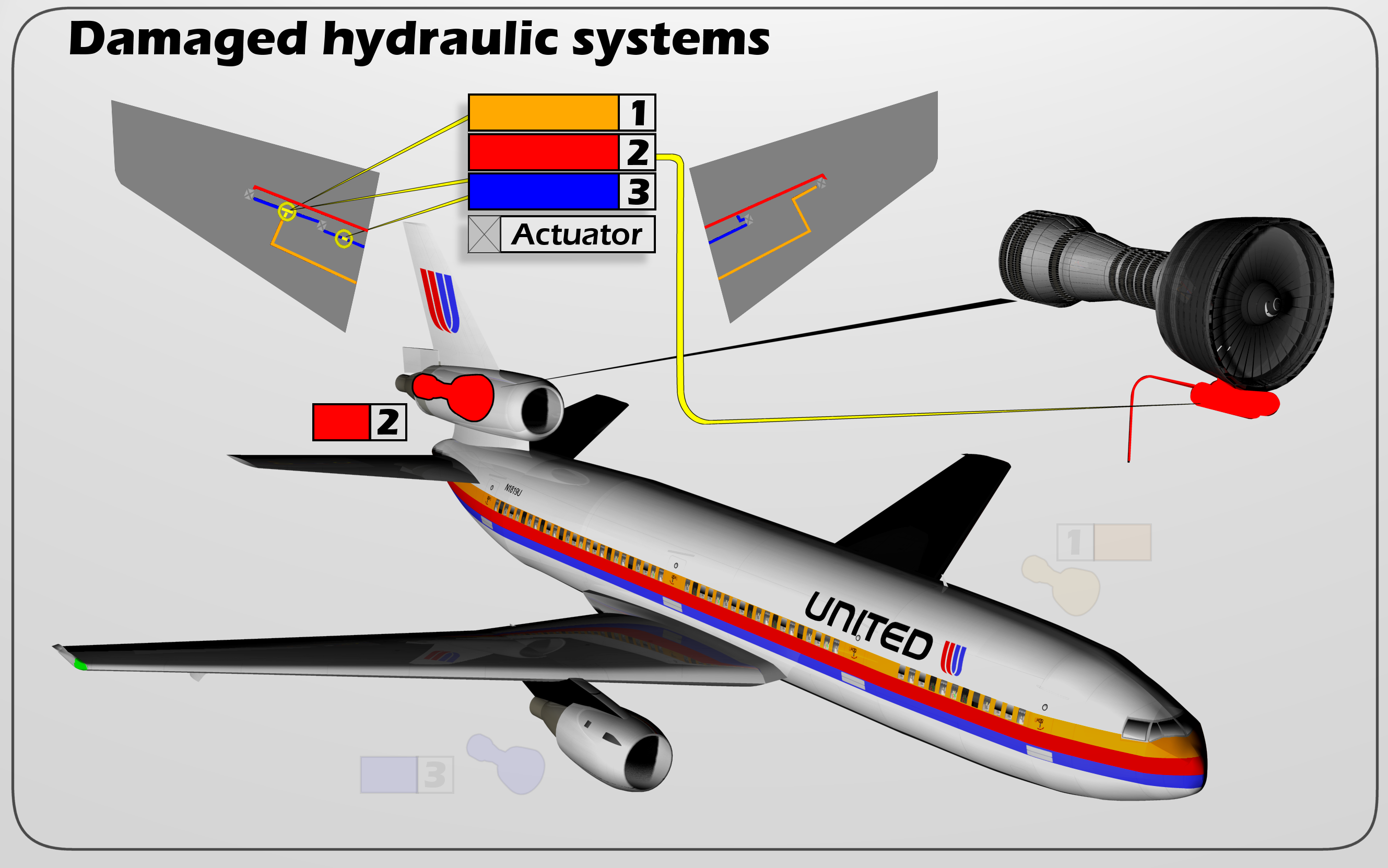
Sistemas hidráulicos dañados en el DC-10.

El conjunto de disco y aspas del ventilador del motor trasero, de unos 2,4 m (8 pies) de ancho, no se pudo localizar en la escena del accidente: 25  a pesar de una búsqueda exhaustiva. El fabricante del motor, General Electric, ofreció recompensas de 50.000 dólares por el disco y 1.000 dólares por cada aspa del ventilador.Tres meses después del accidente, un agricultor descubrió la mayor parte del disco del ventilador, con varias aspas todavía adheridas, en su campo de maíz, lo que le hizo merecedor de una recompensa, según confirmó un abogado de General Electric.El resto del disco del ventilador y la mayoría de las aspas adicionales fueron encontradas más tarde cerca.
La NTSB determinó que la causa probable de este accidente fue la insuficiente consideración de los factores humanos y las limitaciones de los procedimientos de inspección y control de calidad utilizados por el centro de revisión de motores de United Airlines. Esto resultó en la falla de una grieta por fatiga originada por un defecto metalúrgico previamente no detectado, ubicado en un área crítica del disco de ventilador de etapa 1 de aleación de titanio, fabricado por General Electric Aircraft Engines. La falla incontrolada del motor resultó en la proyección de fragmentos metálicos a alta velocidad desde el motor; estos fragmentos penetraron las líneas hidráulicas de los tres sistemas hidráulicos independientes a bordo de la aeronave, que perdieron rápidamente su fluido hidráulico. La posterior desintegración catastrófica del disco resultó en la liberación de escombros en un patrón de distribución y con niveles de energía que excedieron el nivel de protección proporcionado por las características de diseño de los sistemas hidráulicos que operan los controles de vuelo del DC-10; la tripulación de vuelo perdió la capacidad de operar casi todos ellos.
A pesar de estas pérdidas, la tripulación logró obtener y mantener un control limitado utilizando los aceleradores para ajustar el empuje de los motores restantes montados en las alas. Utilizando cada motor de forma independiente, la tripulación realizó ajustes aproximados de la dirección, y utilizando los motores en conjunto, lograron ajustar la altitud de forma aproximada. La tripulación guio el avión averiado hasta el Aeropuerto Sioux Gateway y lo alineó para aterrizar en una de las pistas. Sin el uso de flaps y slats, no pudieron reducir la velocidad para el aterrizaje y se vieron obligados a intentarlo a una velocidad muy alta respecto al suelo. La aeronave también aterrizó a una velocidad de descenso extremadamente alta debido a la imposibilidad de enderezarse (reducir la velocidad de descenso antes del aterrizaje aumentando el cabeceo). Como resultado, al tocar tierra, la aeronave se desintegró, volcó y se incendió. La sección más grande quedó en un maizal junto a la pista. A pesar de la ferocidad del accidente, 184 (62,2%) pasajeros y tripulantes sobrevivieron gracias a diversos factores, entre ellos, el modo relativamente controlado del accidente y la pronta notificación a los servicios de emergencia.

### Componente fallido

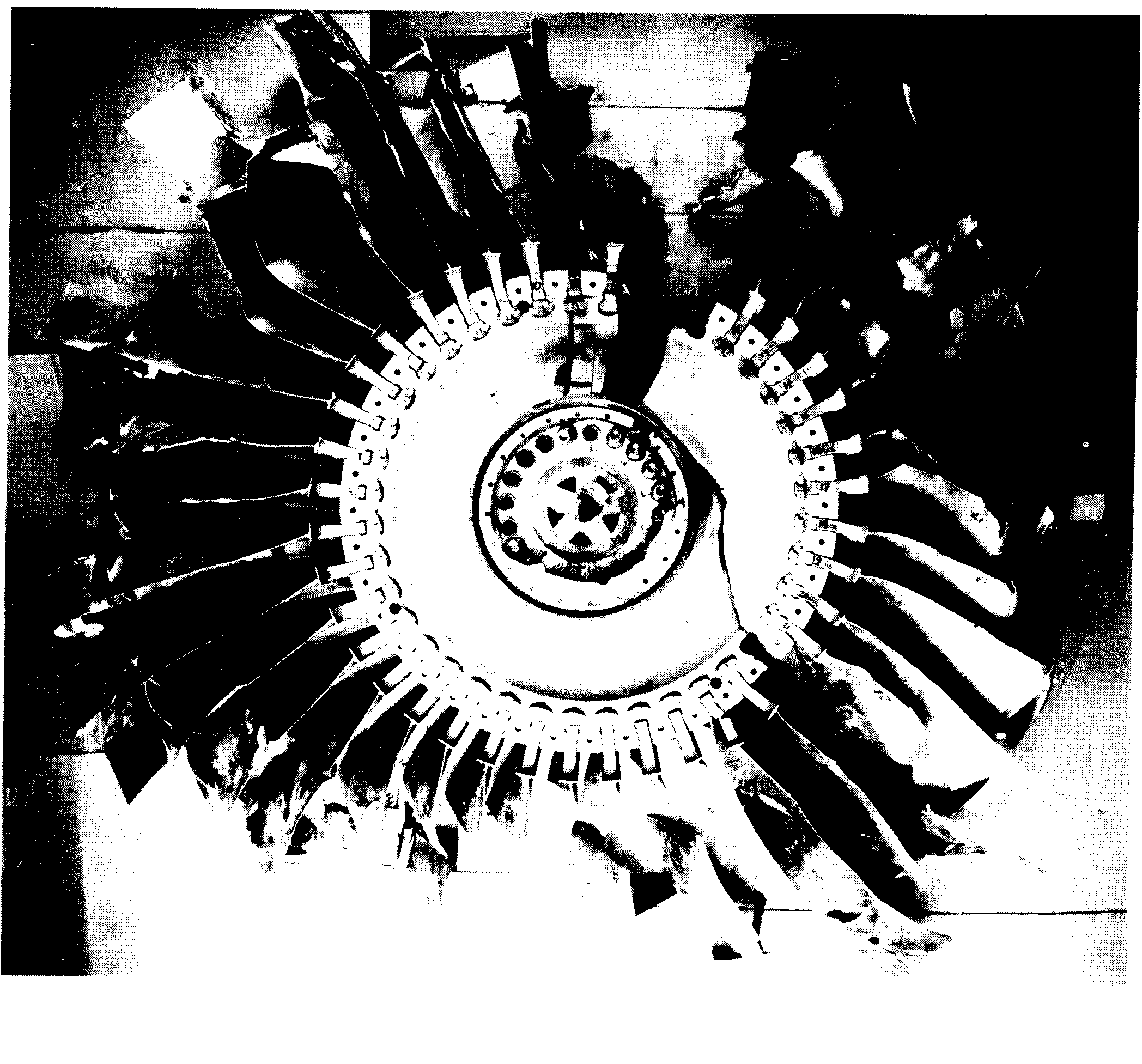
La fractura es claramente visible en el disco del ventilador recuperado del motor central del 232 de UAL.

La investigación, si bien elogió las acciones de la tripulación de vuelo para salvar vidas, identificó posteriormente la causa del accidente como una falla en los procesos y el personal de mantenimiento de United Airlines para detectar una grieta por fatiga existente.: 75–76, 87 La causa probable en el informe de la NTSB decía lo siguiente:

La Junta Nacional de Seguridad en el Transporte (NTSB) determina que la causa probable de este accidente fue la insuficiente consideración de las limitaciones de los factores humanos en los procedimientos de inspección y control de calidad utilizados por el centro de revisión de motores de United Airlines. Esto resultó en la imposibilidad de detectar una grieta por fatiga originada por un defecto metalúrgico previamente no detectado, ubicado en una zona crítica del disco del ventilador de la etapa 1, fabricado por General Electric Aircraft Engines. La posterior desintegración catastrófica del disco resultó en la liberación de escombros con un patrón de distribución y niveles de energía que excedieron el nivel de protección proporcionado por las características de diseño de los sistemas hidráulicos que operan los controles de vuelo del DC-10.: V 

El análisis posterior al accidente de las superficies de las grietas reveló la presencia de un tinte fluorescente penetrante utilizado para detectar grietas durante el mantenimiento. La presencia del tinte indicó que la grieta estaba presente y debería haberse detectado en una inspección previa. El fallo en la detección se debió a la falta de atención a los factores humanos en las especificaciones de los procesos de mantenimiento de United Airlines.: 87 
Los investigadores descubrieron una impureza y una grieta por fatiga en el disco. El titanio reacciona con el aire al fundirse, lo que crea impurezas que pueden provocar grietas por fatiga como las del disco de impacto. Para evitarlo, el lingote que se convertiría en el disco del ventilador se formó mediante un proceso de "doble vacío": las materias primas se fundieron juntas al vacío, se dejaron enfriar y solidificar, y luego se volvieron a fundir al vacío. Tras el proceso de doble vacío, se moldeó el lingote en un tocho, una pieza similar a una salchicha de unos 40 cm de diámetro, y se analizó mediante ultrasonidos para detectar defectos. Se localizaron los defectos y se procedió a su eliminación, pero persistía cierta contaminación por nitrógeno. Posteriormente, GE añadió una tercera etapa de conformado al vacío debido a su investigación sobre piezas rotativas de titanio defectuosas en motores.: 50 
La contaminación causó lo que se conoce como una inclusión alfa dura, donde una partícula contaminante en una aleación metálica hace que el metal circundante se vuelva quebradizo. El titanio quebradizo alrededor de la impureza se agrietó durante el forjado y se desprendió durante el mecanizado final, dejando una cavidad con grietas microscópicas en los bordes. Durante los siguientes 18 años, la grieta se agrandó ligeramente cada vez que se encendía el motor y se calentaba a temperatura de funcionamiento. Finalmente, la grieta se abrió, provocando la falla del disco.: 77 
Los orígenes del disco del accidente son inciertos debido a importantes irregularidades y lagunas, señaladas en el informe de la NTSB, en los registros de fabricación de GE Aircraft Engines (GEAE) y sus proveedores.: 80 Los registros encontrados tras el accidente indicaron que dos piezas forjadas desbastadoras con el número de serie del disco de choque se habían fabricado a través de GEAE. Los registros indicaban que Alcoa suministró a GE piezas forjadas de titanio TIMET para un disco con el número de serie del disco. Algunos registros muestran que este disco fue rechazado por una indicación ultrasónica insatisfactoria, que un laboratorio externo realizó una inspección ultrasónica, que posteriormente fue devuelto a GE y que debería haber sido desechado. El informe de la FAA declaró: «No hay constancia de ninguna reclamación de garantía por parte de GEAE por material defectuoso ni de ningún crédito para GEAE tramitado por Alcoa o TIMET».: 53–55 
Los registros de GE del segundo disco, con el número de serie del disco de impacto, indican que se fabricó con una pieza de titanio de RMI Titanium Company suministrada por Alcoa. La investigación de los registros de GE reveló que no se fabricaron otras piezas de titanio a partir de esta pieza de titanio de RMI entre 1969 y 1990. Los registros de GE indican que el acabado final y la inspección del disco de impacto se completaron el 11 de diciembre de 1971. Los registros de Alcoa indican que esta pieza de titanio de RMI se cortó por primera vez en 1972 y que todas las piezas forjadas de este material se destinaron a piezas de fuselaje.: 55 Si los registros de Alcoa fueran precisos, no se podría haber utilizado el titanio RMI para fabricar el disco de choque, lo que indica que el disco TIMET inicialmente rechazado con "una indicación ultrasónica insatisfactoria" era el disco del accidente.
Los motores CF6, como el que contenía el disco del accidente, se utilizaban para propulsar numerosas aeronaves civiles y militares en el momento del accidente. Ante la preocupación de que el accidente pudiera repetirse, se examinaron mediante ultrasonido un gran número de discos en servicio en busca de indicios de defectos. Se encontraron discos de ventilador de al menos otros dos motores con defectos similares al del disco de impacto. La determinación del origen del titanio del disco del accidente habría facilitado la priorización y la eficiencia de las inspecciones de los numerosos motores sospechosos. Los análisis químicos del disco del accidente, destinados a determinar su origen, no fueron concluyentes. El informe de la NTSB indicó que, si los discos examinados no provenían de la misma fuente, «los registros de un gran número de discos GEAE son sospechosos. Esto también significa que cualquier acción de la Directiva de Aeronavegabilidad (AD) basada en el número de serie de un disco podría no surtir el efecto previsto, ya que los discos sospechosos podrían permanecer en servicio».: 81 

## Influencia en la industria
La investigación de la NTSB, tras la reconstrucción del accidente en simuladores de vuelo, consideró que el entrenamiento para un evento de este tipo implicaba demasiados factores como para ser práctico. Si bien era posible cierto grado de control, no se logró precisión, y un aterrizaje en estas condiciones se calificó como "un evento altamente aleatorio".: 72 Los pilotos expertos de United y McDonnell Douglas no pudieron reproducir un aterrizaje en el que se pudiera sobrevivir; según un piloto de United que voló con Fitch, "La mayoría de las simulaciones ni siquiera llegaron cerca del suelo".La NTSB afirmó que "en estas circunstancias, el desempeño de la tripulación de vuelo de UAL (United Airlines) fue altamente encomiable y superó ampliamente las expectativas razonables".: 76 En el momento del accidente, McDonnell Douglas había finalizado la producción del DC-10, y el último de ellos se entregó a Nigeria Airways durante el verano de 1989. La última versión de pasajeros del DC-10 voló en 2014, aunque las versiones de carga continuaron operando hasta finales de 2022.
Debido a que este tipo de control de aeronaves (con pérdida de superficies de control) es difícil de lograr para los humanos, algunos investigadores han intentado integrar esta capacidad de control en las computadoras de aeronaves con sistema de vuelo por cable. Los primeros intentos de incorporar esta capacidad a aviones reales no tuvieron mucho éxito; el software se basaba en experimentos realizados en simuladores de vuelo, donde los motores a reacción suelen modelarse como dispositivos "perfectos" con exactamente el mismo empuje en cada motor, una relación lineal entre el ajuste del acelerador y el empuje, y una respuesta instantánea a la entrada. Posteriormente, los modelos informáticos se actualizaron para tener en cuenta estos factores no lineales, y aeronaves como el F-15 STOL/MTD han volado con éxito con este software instalado.

### Procesamiento de titanio
El proceso de fabricación del titanio se modificó para eliminar el tipo de anomalía gaseosa que originó la grieta. Los lotes más nuevos de titanio utilizan temperaturas de fusión mucho más altas y un proceso de "triple vacío" para intentar eliminar dichas impurezas (triple fusión VAR).

### Diseños de aeronaves
Los diseños más recientes, como el McDonnell Douglas MD-11, incorporan fusibles hidráulicos para aislar una sección perforada y evitar la pérdida total de fluido hidráulico. Tras el accidente del 232 de United, se instalaron estos fusibles en el sistema hidráulico número tres, debajo del motor número dos, en todos los aviones DC-10 para garantizar un control suficiente en caso de que las tres líneas del sistema hidráulico resultaran dañadas en la cola. Aunque se perdería el control del elevador y del timón, la tripulación aún podría controlar el cabeceo del avión (arriba y abajo) con el compensador de estabilizadores, y podría controlar el alabeo (izquierda y derecha) con algunos alerones y spoilers. Aunque no es ideal, el sistema proporciona un mayor control que el del 232 de United.
La pérdida de los tres sistemas hidráulicos seguía siendo posible si se producían daños graves en otras partes, como casi le ocurrió a un DC-10-40F de carga en abril de 2002 durante el despegue en San Salvador, cuando un neumático del tren de aterrizaje principal explotó tras pasar por encima de una cascada de inversión de empuje perdida. El extenso daño en el ala izquierda provocó la pérdida total de presión de los sistemas hidráulicos número uno y número dos. El sistema número tres sufrió abolladuras, pero no fue penetrado. La NTSB recomendó entonces a la FAA que "exigiera una protección adecuada de los componentes del sistema hidráulico del DC-10 en la zona del ala contra fragmentos de neumáticos" mediante un mejor blindaje o la instalación de fusibles en esta zona.

### Restricciones para niños
De los cuatro niños considerados demasiado pequeños para necesitar asientos propios ("niños en el regazo"), uno falleció por inhalación de humo.La NTSB agregó una recomendación de seguridad a la FAA en su "Lista de mejoras de seguridad más deseadas" en mayo de 1999, sugiriendo un requisito para que los niños menores de dos años viajen sujetos de manera segura, que se eliminó en noviembre de 2006.El accidente dio inicio a una campaña dirigida por la azafata del vuelo 232 de United, Jan Brown Lohr, para que todos los niños tengan asientos en los aviones.
El argumento en contra de exigir asientos en los aviones para niños menores de dos años radica en el mayor costo para las familias de tener que comprar un asiento para el niño, y este mayor costo motivará a más familias a conducir en lugar de volar, incurriendo en un riesgo mucho mayor al volante (véase Epidemiología de las colisiones de vehículos de motor). La FAA estima que una normativa que exija a todos los niños tener un asiento equivaldría, por cada vida infantil salvada en un avión, a 60 personas fallecidas en accidentes de carretera.Aunque ya no está en la lista de los "más buscados", proporcionar dispositivos de sujeción en aeronaves para niños menores de dos años sigue siendo una práctica recomendada por la NTSB y la FAA, aunque la FAA ya no lo exige desde mayo de 2016.La NTSB solicitó a la Organización de Aviación Civil Internacional que estableciera esto como requisito en septiembre de 2013.

### Gestión de recursos de la tripulación
Desde entonces, el accidente se ha convertido en un ejemplo de gestión exitosa de los recursos de la tripulación (CRM).Durante gran parte de la historia de la aviación, el capitán era considerado la autoridad final, y se esperaba que las tripulaciones respetaran su experiencia sin cuestionarla. Esto empezó a cambiar en la década de 1970, especialmente tras el desastre del aeropuerto de Tenerife en 1977 y el accidente del vuelo 173 de United Airlines en las afueras de Portland, Oregón, en 1978. El CRM, si bien sigue considerando al capitán como la autoridad final, instruye a los miembros de la tripulación a que se pronuncien al detectar un problema y a los capitanes a que escuchen sus preocupaciones. United Airlines instituyó un curso de CRM a principios de la década de 1980. Posteriormente, la NTSB atribuyó esta capacitación al valor de la gestión exitosa de la tripulación del 232 de United en la emergencia.La FAA hizo obligatorio el CRM después del accidente.

## En los medios
- La novela de 1991 Cold Fire incluye un accidente ficticio basado en el vuelo 232.
- El accidente fue el tema de la película para televisión de 1992 A Thousand Heroes, también conocida como Crash Landing: The Rescue of Flight 232.
- La película de 1993 Fearless representa un accidente ficticio en parte basado en el vuelo 232.[30]
- Los eventos del vuelo 232 están recreados en el séptimo episodio de la segunda temporada de Segundos catastróficos, titulado «Aterrizaje forzoso en Sioux City» en Hispanoamérica y «Aterrizaje de emergencia en Sioux City» en España. El episodio usa el vídeo captado del accidente como parte de la recreación.[31]
- El accidente está recreado en la temporada 11 de Mayday: catástrofes aéreas en el episodio titulado «Bola de fuego en Sioux City» en Hispanoamérica y «Aterrizaje de emergencia en Iowa» en España. El episodio también incluye el vídeo del accidente.[32]

### Sucesos similares
Pérdida de controles de vuelo
- Vuelo 96 de American Airlines
- Vuelo 981 de Turkish Airlines
- Accidente del C-5 en Tan Son Nhut de 1975
- Vuelo 130 de Baikal Airlines
- Vuelo 123 de Japan Airlines
- Intento de derribo del avión de DHL de 2003

Explosión de una turbina
- Vuelo 32 de Qantas
- Vuelo 66 de Air France
- Vuelo 1380 de Southwest Airlines